# Methode van Tschirnhaus
De methode van Tschirnhaus, in 1683 ontwikkeld door Ehrenfried Walther von Tschirnhaus, is een algemene methode om polynominale vergelijkingen door een transformatie om te vormen tot een eenvoudigere vergelijking waarin een of meer coëfficiënten verdwijnen. Uiteraard zal de graad van de vergelijking daarbij niet veranderen, maar door de vereenvoudiging kan de vergelijking mogelijk opgelost worden.
De oplossingsmethode voor de algemene derdegraadsvergelijking is een speciaal geval van de methode van Tschirnhaus. Tschirnhaus toonde in 1683 aan dat een polynoom van graad {\displaystyle n>2} kan worden gereduceerd tot een vorm waarin de termen met machten {\displaystyle n-1} en {\displaystyle n-2} van de onbekende een coëfficiënt gelijk aan nul hebben.
De methode voert echter niet tot een algemene oplossingsmethode voor vergelijkingen van  graad vijf en hoger, waarvan de coëfficiënten een niet oplosbare Galoisgroep vormen.

## Transformatie
De n-de-graadsvergelijking 
{\displaystyle x^{n}+a_{n-1}x^{n-1}+a_{n-2}x^{n-2}+a_{n-3}x^{n-3}+\ldots +a_{1}x+a_{0}=0},
wordt door een transformatie
{\displaystyle y=c_{n-1}x^{n-1}+c_{n-2}x^{n-2}+\ldots +c_{1}x+c_{0}}
in de vorm
{\displaystyle y^{n}+b_{n-1}y^{n-1}+b_{n-2}y^{n-2}+b_{n-3}y^{n-3}+\ldots +b_{1}y+b_{0}=0}
gebracht, waarin door een geschikte keuze van de {\displaystyle (c_{i})} enige van de coëfficiënten {\displaystyle (b_{i})} gelijk zijn aan 0. Het is steeds mogelijk de {\displaystyle (c_{i})} zo te kiezen dat {\displaystyle b_{n-1}=b_{n-2}=0}. 
De lineaire transformatie
{\displaystyle y=x+{\tfrac {1}{n}}a_{n-1}}
heeft als gevolg dat {\displaystyle b_{n-1}=0}